# Kacijanar (roman)
Tragedija v petih dejanjih Kacijanar (COBISS) avtorja Antona Medveda sodi med primere visoke historične dramatike. Izšla je leta 1910 pri Katoliški bukvarni v Ljubljani.

## Vsebina
Kacijanar je drama o vojskovodji, ki po spletu nesrečnih naključij iz velikega junaka postane upornik in celo izdajalec. Prvi del prikazuje junakov neuspešen boj zoper Turke, obtožbo veleizdaje ter pobeg iz ječe. Kacijanarjevo nesrečno usodo razvije drugi del: ubežnik iz dunajskega zapora se nasloni na hrvaške in ogrske zarotnike, posebno na brata Zrinjska, ki mu tudi ponudita zavetje na gradu Kostanjici. Kacijanar že zbira novo vojsko, toda zarota razpade, ko se ogrski kralj pomiri s cesarjem Ferdinandom. Junak ostane v boju osamljen; v sili zatre sovraštvo do turkov, kar ga tudi vodi v tragičen konec. Kacijanar postane žrtev zavisti svojih tovarišev, vladarjeve šibkosti in svojih prevelikih načrtov.